# ワイ駅
ワイ駅（英語: Wye railway station）は、イギリス、ケント、ワイにある鉄道駅である。開業は1846年2月6日。この駅とこの駅に停車するすべての列車はサウスイースタンが運営している。

## 運行
オフピークの典型的な運行サービスは1時間に1本カンタベリー・ウェスト駅へ、同じく1時間に1本アシュフォード国際駅、メイドストーン・イースト駅経由でロンドン・ヴィクトリア駅へ運行する。

## 隣の駅
ナショナル・レール
■サウスイースタン
アシュフォード＝ラムズゲート線 (カンタベリー・ウェスト経由)
アシュフォード国際駅 - ワイ駅 - チラム駅